# Zakia Abdin
Zakia Abdin es una deportista egipcia que compitió en atletismo adaptado. Ganó tres medallas en los Juegos Paralímpicos de Verano, en los años 1996 y 2000.

## Palmarés internacional
| Juegos Paralímpicos | Juegos Paralímpicos      | Juegos Paralímpicos | Juegos Paralímpicos |
| Año                 | Lugar                    | Medalla             | Prueba              |
| ------------------- | ------------------------ | ------------------- | ------------------- |
| 1996                | Atlanta (Estados Unidos) | Medalla de oro      | Jabalina F55-57     |
| 1996                | Atlanta (Estados Unidos) | Medalla de plata    | Peso F55-57         |
| 2000                | Sídney (Australia)       | Medalla de bronce   | Jabalina F58        |